# Thaumasia argyrotypa
Thaumasia argyrotypa là một loài nhện trong họ Pisauridae.
Loài này thuộc chi Thaumasia. Thaumasia argyrotypa được Ralph Vary Chamberlin & Wilton Ivie miêu tả năm 1936.